# Cristal (série télévisée, 1985)
Pour les articles homonymes, voir Cristal (homonymie).
Cristal est une telenovela vénézuélienne diffusée en 1985-1986 sur RCTV.

## Synopsis
En 1962, Victoria est une humble paysanne andine qui travaille comme domestique dans la maison d'une famille distinguée et respectable à Mérida. Là, elle tombe amoureuse d'Angel de Jesús, le fils unique de Doña Luisa, une fanatique religieuse obsédée par la purification de son âme qui, pour cela, a façonné son fils pour qu'il embrasse la vie sacerdotale. Ángel de Jesús tombe dans la tentation juste avant d'entrer au séminaire : il couche avec Victoria et la laisse enceinte. Lorsque Doña Luisa l'apprend, elle bat brutalement la pauvre fille, jusqu'à ce qu'elle révèle sa grossesse. 
La femme expulse Victoria de sa maison sans rien lui payer et en la condamnant à la souffrance. De plus, pour éviter que le futur bébé ne perturbe les projets qu'elle a faits depuis tant d'années, Doña Luisa harcèle Victoria, l'empêche de trouver un emploi et lui fait même comprendre qu'elle ne pourra pas garder l'enfant à sa naissance. Pour cette raison, Victoria finit par se rendre à Caracas et abandonne sa fille dans une belle maison à l'est de la ville.
Vingt-trois ans se sont écoulés. Aujourd'hui, Victoria est une cadre belle et prospère, au caractère dur et cruel, propriétaire de la maison de couture Casa Victoria. De plus, elle est mariée au célèbre acteur de cinéma et de feuilleton Alejandro Ascanio, avec qui elle a une fille, Eliana "La Beba" Ascanio. Mais après tant d'années, Victoria décide de partir à la recherche de la fille qu'elle a abandonnée. 
De l'autre côté, nous avons Cristina Expósito, une belle fille qui vient de quitter l'orphelinat où elle a passé toute sa vie. Cristina a toujours voulu être mannequin et admire Victoria pour sa créativité et son élégance ; elle collectionne tous les magazines dans lesquels elle apparaît et rêve de défiler dans un costume dessiné par ses soins. La jeune femme loue un petit appartement avec deux autres filles : Zoraida, qu'elles appellent "Cerebrito", et la coquette et coquette Inocencia. Grâce à cela, Cristina rencontre Alejandro Ascanio, qui lui donne une carte de recommandation pour interviewer Victoria et rejoindre le groupe de mannequins de sa femme. 
Victoria engage Cristina, qui adopte le nom de scène « Cristal » pour sa maison de couture. Là, la jeune femme tombe sous le charme de Luis Alfredo Ascanio, fils du premier mariage d'Alejandro et coureur de jupons invétéré bien qu'il soit déjà fiancé. 
"Cristal" devient bientôt le modèle vedette de l'entreprise et son visage commence à apparaître dans les principaux magazines de mode du pays. Cependant, lorsqu'elle approche du sommet de la gloire, l'histoire se répète : Victoria découvre la romance entre Cristina et Luis Alfredo et renvoie la jeune femme, la considérant comme une parvenue. Peu de temps après, Luis Alfredo consolide son engagement envers l'aristocratique et égocentrique Marión Bellorín, qui lui fait croire qu'elle attend son enfant qui est en réalité de Gonzalo Pallarés, un acteur peu charismatique et un faux ami d'Alejandro qui a toujours envié lui. leurs triomphes.
Peu de temps après, Cristina découvre qu'elle est également enceinte ; Sachant que Victoria la persécutera cruellement et ne lui permettra pas de trouver un emploi, elle ne trouve de soutien que chez ses colocataires et auprès du Père Ángel de Jesús, le curé de sa paroisse, avec qui elle s'est liée d'amitié sans savoir qu'il est son véritable père. Il ignore également que Cristina est sa fille, puisque Doña Luisa ne lui a jamais rien dit de ce qui s'est passé. Mais Doña Luisa découvre la vérité et est chargée de fomenter la haine de Victoria envers Cristina, en plus de révéler toute la vérité à son fils, mais en utilisant toujours le secret de la confession pour qu'elle ne puisse rien dire à personne.
La haine de Victoria pour Cristina va encore augmenter lorsqu'elle découvre que son mari Alejandro entretient une relation adultère avec Inocencia. Le malheur s'abattra sur la famille Ascanio lorsqu'Eliana sera paralysée à cause d'un accident de voiture avec son petit ami Gabriel, qui décède dans l'accident. De son côté, Cristina subit une attaque de la part de Marion, qui a perdu son fils et est restée stérile et ne veut pas que l'enfant de Cristina naisse, alors elle jette sa rivale dans des escaliers et la fait accoucher tôt ; Malgré tout, Cristina donne naissance à une belle fille, saine et forte. La jeune femme va beaucoup souffrir pour élever seule sa fille ; Pendant ce temps, Inocencia souffrira d'un cancer du sein qui l'entraînera sur un chemin tortueux et la fera réfléchir sur sa vie folle et improductive.
Victoria révèle la vérité sur son passé à sa famille et est désavouée par Alejandro et Eliana, tandis que Luis Alfredo la soutient et l'aide à rechercher sa fille perdue. Le jeune homme est très surpris lorsqu'il découvre que la fille perdue de Victoria n'est autre que Cristina Expósito. Lorsqu'elle découvre la vérité, Victoria ne croit pas aux paroles de son beau-fils et préfère d'abord garder l'information secrète pour savoir quoi faire.
Quelque temps plus tard, Victoria révèle la vérité à Cristina, qui la rejette en tant que mère et refuse d'accepter ses excuses pour son abandon et sa cruauté. Cristina veut s'éloigner de tout ce qui concerne les Ascanios, mais peu importe ses efforts, elle doit rester à la Casa Victoria. La jeune femme a commencé à avoir une relation avec Adán Freites, un photographe, fils d'une importante femme d'affaires, Vivian Marshall, qui souhaite acheter la plupart des actions de Casa Victoria, qui n'est pas dans son meilleur moment en raison du manque de ventes et de marketing. Dans le même temps, Alejandro a pris ses distances avec Victoria. Les deux ne vivent plus ensemble, mais Victoria ne perd pas espoir de le reconquérir.
Plus tard, Victoria parvient à se réconcilier avec Alejandro, qui a rompu sa relation avec Inocencia. Après un cancer du sein, elle décide de réorienter sa vie et se retrouve avec le jeune Lino, un pompier qui a toujours été amoureux d'elle et qui l'a accompagnée tout au long de son traitement contre le cancer. De son côté, la studieuse Zoraida finira par conquérir Adán, qui décide de rompre sa relation avec Cristina.
Les mensonges de Marion sont découverts, alors Luis Alfredo n'hésite pas à se séparer d'elle et à demander le divorce. Cependant, Marión n'abandonne pas et tente de tuer Cristina à plusieurs reprises pour que personne ne soit content. Mais rien ne va bien pour lui ; Gonzalo Pallarés, obsédé par la destruction de toute la famille Ascanio et fou amoureux de Marion, révèle que son fils était le sien. Pour se venger, Marión décide d'en finir avec Gonzalo et ils se retrouvent dans un bâtiment abandonné, mais lui, qui connaît très bien Marión, se méfie de ses intentions. Ils finissent tous les deux par s'entre-tuer.
Cristina et Luis Alfredo, après tant de pèlerinage et d'efforts pour être heureux, ils y sont maintenant parvenus et ensemble, comme une véritable famille, ils dirigent leur vie vers de nouveaux projets réussis.

## Distribution
- Lupita Ferrer : Victoria Ascanio
- Jeannette Rodríguez : Cristina Expósito - Cristal
- Carlos Mata : Luis Alfredo Ascanio
- Raúl Amundaray : Alejandro Ascanio
- Marita Capote : Marion (scélérat, tué par Gonzalo)
- Henry Zakka : Adán Marshall
- Mariela Alcalá : Inocencia Pérez
- Jorge Palacios : Gonzalo Pallares (scélérat,- tué par Marion)
- Zoe Ducós : Doña Luisa (scélérat)
- Félix Loreto : Lino
- Roberto Moll : Darío Valmore
- Humberto García : Padre Ángel de Jesús
- Lourdes Valera : Zoraida "Cerebrito"
- Gigi Zanchetta : Eliana Ascanio
- Ileana Jacket : Bertha Girot
- Cecilia Villarreal : Vivian Marshall
- Arturo Calderón : Padre Francisco
- Carlos Villamizar : Marcos Briceño
- Juan Frankis : Narciso Fonseca
- Mahuampi Acosta : Doña Puri
- Elisa Parejo : Doña Chona
- Lino Ferrer : Piero
- Gledys Ibarra : Tomasa
- Elisa Escámez : Antonia Fonseca
- Chony Fuentes : Laura Galvani
- Marlene Maceda : Marlene
- Olga Rojas : Carmelina
- Gabriel Fernández : Gabriel
- Romelia Agüero : Cachita
- Freddy Escobar : Beto
- Reina Hinojosa : Bijoux
- Carmencita Padrón : Marcia
- Maricarmen Regueiro : Alicia
- Marcelo Rodríguez : Marcelo
- Ana Massimo : Nancy
- Sonya Smith : Maggie

## Diffusion internationale
| Pays      | Chaîne  | Titre   | Série prémière |
| --------- | ------- | ------- | -------------- |
| Venezuela | RCTV    | Cristal | 5 août 1985    |
| Colombie  |         | Cristal |                |
| Chili     | TVN     | Cristal |                |
| Chili     | La Red  | Cristal |                |
| Mexique   | Canal 9 | Cristal |                |
| Espagne   | La 1    | Cristal |                |
| Pologne   | TVP3    | Cristal |                |

## Versions
- El privilegio de amar (Televisa, 1998-1999)
- Cristal (SBT, 2006)
- Triunfo del amor (Televisa, 2010-2011)

### Sources
- (es) Cet article est partiellement ou en totalité issu de l’article de Wikipédia en espagnol intitulé « Cristal (telenovela) » (voir la liste des auteurs).